# Joc cu cărți de schimb
Un joc cu cărți de schimb (în engleză; Trading card games (TCG) sau Collectible Card Games (CCG)) este un joc de strategie jucat cu seturi speciale de cărți. În timp ce schimbul de cărți este folosit de mai multa vreme, TCG aduce ceva nou acestei activități combinând dorința de a colecționa cu jocul de strategie.
Primul astfel de joc, specializat pe colecționarea de cărți, a fost The Base Ball Card Game produs de compania The Allegheny Card.
Viziunea modernă a acestui tip de joc a apărut însă odată cu Magic: The Gathering, joc creat de Richard Garfield și publicat de Wizards of the Coast în 1993.

## Modul de joc
Fiecare sistem de joc TCG (Trading Card Game) are un set fundamental de reguli care descriu obiectivul jucătorului, tipurile de cărți folosite în joc, și regulile de bază pe care se bazează interacțiunea dintre jucători și cărțile acestora. Fiecare carte va avea în partea de jos un text care va explica efectul specific al cărții în joc. De asemenea, ele reprezintă și un element specific care este derivat din tipul jocului sau tema acestuia. Cărțile sunt ilustrate și denumite după aceste elemente sursă, și funcția în joc a cărții poate avea o legătură cu acest subiect. De exemplu, Magic: The Gathering este un joc bazat pe o temă fantastică, foarte multe cărți ilustrând creaturi magice sau vrăji. În joc, un dragon poate fi ilustrat ca o bestie reptiliană, care ar putea avea abilitatea de a zbura, putând avea statistici formidabile comparativ cu alte cărți ce ilustrează creaturi mai mici.
Majoritatea jocurilor TCG sunt proiectate după un sistem bazat pe resurse în care jocul poate fi controlat. Frecvent, cărțile care compun pachetul unui jucător sunt considerate a fi resurse iar frecvența cu care cărțile sunt mutate din pachet în mână sau pe camp este atent controlată. Puterea relativă a unei cărți este de obicei echilibrată de numărul sau tipul de resurse de care este nevoie pentru a se putea folosi acea carte, și folosirea acesteia după aceea poate fi determinată de cărțile care sunt puse sau scoase din joc. Resursele pot fi fie cărți în sine fie alte tipuri de indicatori. (exemplu: jetoane, simboluri adăugate pe cărți, altele).
Jucătorii își aleg un set de cărți care va compune pachetul lor, acestea fiind alese din numărul total de cărți disponibile din acel joc. TGC este diferit de jocurile tradiționale de cărți cum este poker-ul sau UNO unde conținutul pachetului este limitat și predeterminat. Acest lucru îi permite unui jucător de TCG să își personalizeze pachetul în așa fel încât să se folosească de efectele favorabile ale cărților și de relația dintre ele cât și de statisticile care implică acele cărți.	
În timpul unui joc, jucătorii joacă de obicei pe ture. Ordinea și numele pașilor ce trebuie urmați în fiecare tură diferă de la un tip de joc la altul, dar sunt câteva care rămân neschimbate:
- Pregătirea – Pregătește cărțile aflate în joc pentru noua rundă.
- Tragerea cărților – Necesar pentru a avea cărți de folosit.
- Folosirea cărților – Folosirea cărților din mână pentru a interacționa cu jocul.
- Conflictul – Metoda primară de a câștiga ăn majoritatea jocurilor (bătălia este o temă foarte populară).
- Decartarea cărților – Decartarea cărților până la limita maximă de cărți pe care un jucător le poate avea în mână.

## Distribuția
Cărțile din TCG sunt produse în diferite tipuri de rarități, clasificate de obicei în cărți comune, necomune și rare. Unele jocuri folosesc alternative sau denumiri adiționale pentru nivelele mai mari, cum ar fi super-, ultra-, sau altele. Cărți speciale pot fi de asemenea disponibile doar prin intermediul unor promoții, evenimente sau cumpărarea unor materiale adiționale. Ideea de raritate din TCG împrumută anumite caracteristici din alte jocuri de colecție, cum ar fi cele de baseball, diferența din TCG fiind aceea că nivelul de raritate denotă importanța pe care o are o carte în joc, puterea acesteia. În general, puterea variază odată cu raritatea. O carte puternică ale cărei efecte au fost subestimate de creatorul jocului ar putea să crească în raritate datorită acelor efecte; în edițiile mai noi ale jocului, nivelul de raritate a unei astfel de cărți ar putea să crească pentru a-i reduce disponibilitatea în rândul jucătorilor. O astfel de carte ar putea chiar să fie eliminată în totalitate din următoarea ediție, pentru a-i limita chiar mai mult disponibilitatea și efectele sale asupra jocului.
Majoritatea cărților de colecție sunt distribuite în pachete sigilate conținând un subset de cărți disponibile. Câteva dintre cele mai comune forme de distribuție sunt:
- Set pentru începători – acesta este un pachet introductiv care conține destule cărți pentru doi jucători și include informații instrucționale pentru acel joc. Pentru a accelera procesul de învățare, conținutul pachetului este proiectat și fixat de obicei în jurul unei teme, astfel că noii jucători să poată juca cât mai repede.
- Pachetul începător sau de turneu – Acesta conține destule cărți (de obicei 40 sau mai multe) pentru un singur jucător. De obicei conține o selecție de cărți la întâmplare, dar cu câteva elemente de bază așa încât să poată fi jucat de la început.
- Pachetul tematic - Majoritatea TGC-urilor sunt create cu teme, strategii și abilități diferite. Un pachet tematic este compus în principal din cărți care merg împreună și nu sunt alese la întâmplare.
- Boostere – Această metodă de distribuire este foarte similară cărților de colecție (ce nu fac parte din vreun joc) astfel încât pachetele conțin o selecție la întâmplare între 5 și 15 cărți.

## Licența
În timp ce temele jocurilor sunt câteodată bazate pe idei proprii și originale, în majoritatea cazurilor jocurile se folosesc de personaje sau lumi deja existente. Dacă compania care produce jocul deține drepturile lumilor și a desenelor jocului, atunci jocul este proprietarul jocului. Dacă o altă entitate deține personajele și/sau lumile, atunci jocul este licențiat de acea companie. Orice fel de înțelegere asupra licenței are o dată de început și o dată de sfârșit, făcând astfel posibilitatea ca licența să expire sau să treacă de la o firmă la alta în timp.
Avantajele deținerii unei licențe asupra unui joc de cărți colecționabile sunt:
- Access automat asupra caracterelor existente, conceptelor existente și asupra graficii.
- Numele de recunoaștere și ideea primară de construcție.
- Unirea campaniilor de promovare dintre cele două companii implicate.

Dezavantajele includ:
- Reducerea profitului datorită costului asupra licenței.
- Potențiala pierdere după un timp, făcând prelungirile imposibile.

Un exemplu de joc cu licență este Buffy the Vampire Slayer Collectible Card Game de la Score Entertainment, bazat pe serialul TV omonim. Deși acest titlu ar fi putut să aibă succes financiar, Score Entertainment a pierdut licența asupra jocului de cărți în ianuarie 2004, iar producția a fost încheiată prematur. Asta a prevenit firma să introducă jocul și pe piața din Marea Britanie, ca și cu Dragon Ball Z Trading Card Game, deși acest lucru nu împiedică persoanele cu resurse financiare de a-li importa versiuni străine ale cărților.